# Arima Harunobu
Arima Haranobu (1561 - 1612) fue un daimyō del período Sengoku a comienzos del periodo Edo de la historia de Japón.
Haranobu peleó conjuntamente con el clan Shimazu durante la Batalla de Okita Nawate en 1584 y posteriormente sirvió bajo las órdenes de Toyotomi Hideyoshi, por lo que estuvo presente durante las invasiones japonesas a Corea (1592 - 1598). Posterior a la muerte de Hideyoshi, Haranobu apoyó al bando de Ishida Mitsunari, quien se oponía a Tokugawa Ieyasu.
Haranobu fue bautizado en el año de 1579, por lo que la religión católica rápidamente se extendió en el sur de la península. Fue por estas fechas que se abrió el primer seminario en Japón, en Kitaarima.
Arima fue ejecutado en 1612 y paradójicamente su hijo Arima Naozumi se convertiría en un perseguidor de los católicos.